# 陈珍 (手球运动员)
陈珍（1963年1月11日—），中国女子手球运动员。她在1984年洛杉矶夏季奥林匹克运动会中，参加了女子手球比赛并获得铜牌。这是中国队的第一枚手球奥运奖牌。